# Paul Oßwald
Paul Oßwald (né le 4 février 1905 à Saalfeld dans le duché de Saxe-Meiningen et mort le 10 novembre 1993 à Francfort-sur-le-Main en Hesse) est un joueur de football allemand, devenu ensuite entraîneur.

## Palmarès
Eintracht Francfort
| - Championnat d'Allemagne (1) : - Champion : 1958-59. - Vice-champion : 1931-32. - Coupe d'Allemagne : - Finaliste : 1963-64. |  | - Oberliga Sud (1) : - Champion : 1958-59. - Vice-champion : 1960-61 et 1961-62. - Coupe d'Europe des clubs champions : - Finaliste : 1959-60. |